# دروب ديد ديفا
دروب ديد ديفا هو مسلسل أمريكي إنتاج 2009 بطولة بروك إليوت ومارجريت تشو من إنتاج سوني بيكتشرز.

## قصة
قصة المسلسل حول الشابة ديب عارضة الأزياء التي تعرضت لحادث سير وتوفيت، لكن روحها تسكن في جسد محاميه تدعى جين.
- تم إنتاج نسخه عربيه تحت اسم طلعت روحي في 2018، بطوله إنجي وجدان، ونيكولا معوض بمشاركة كل من هبة عبد العزيز وميار الغيطي وإسلام إبراهيم واميره حافظ وحمدي عباس وتامر فرج وإنعام سالوسة.

## روابط خارجية
- دروب ديد ديفا على موقع IMDb (الإنجليزية)
- دروب ديد ديفا على موقع ميتاكريتيك (الإنجليزية)
- دروب ديد ديفا على موقع روتن توميتوز (الإنجليزية)
- دروب ديد ديفا على موقع أول موفي (الإنجليزية)
- دروب ديد ديفا على موقع فيلمافينيتي (الإسبانية)
- دروب ديد ديفا على موقع كينوبويسك (الروسية)
- دروب ديد ديفا على موقع ألو سيني (الفرنسية)
- دروب ديد ديفا على موقع قاعدة بيانات الفيلم (الإنجليزية)